# میمونی در زمستان
میمونی در زمستان (انگلیسی: A Monkey in Winter) یک فیلم سینمایی فرانسوی در ژانر کمدی-درام به کارگردانی آنری ورنوی است که در سال ۱۹۶۲ منتشر شد.

## خلاصه فیلم
"آلبرت" مسافرخانه‌داری است که قسم خورده اگر او و همسرش از جنگ جان سالم بدر ببرند هیچوقت لب به الکل نزند. آن‌ها موفق شده و او سر قول خود می‌ماند. اما زمانه تغییر کرده و مدت کمی پس از جنگ او با "گابریل" جوان آشنا می‌شود و...